# Бессонов, Сергей Васильевич (хоккеист)
Сергей Васильевич Бессонов (род. 15 июля 1967 года) — советский и российский игрок в хоккей с мячом.

## Карьера
Воспитанник кемеровского хоккея с мячом.
В 1987 году начал профессиональную карьеру в составе «Кузбасса», в котором играл до 2000 года (с перерывом в сезоне 1990/91, проведённым в первой лиге в ленинск-кузнецком «Шахтёре». Забив 138 мячей в составе «Кузбасса», занимает десятую строчку в списке бомбардиров клуба.
В 1996 году был включён в список 22 лучших игроков сезона.
Сезон 2000/01 провёл в «СКА-Свердловске». Проведя 26 игр, забил 23 мяча.
С 2001 по 2003 год играл в читинской армейской команде, провёл 49 игр и забил 16 мячей.
Всего в высшей лиге забил 175 мячей.
Последний сезон (2003/04) провёл в «Лесохимике», игравшем в первой лиге.